# Brouwerij Slaapmutske
Brouwerij Slaapmutske is een Belgische bierfirma gelegen te Melle in de provincie Oost-Vlaanderen.

## Geschiedenis
Dany De Smet, een brouwerij-ingenieur begon in 1992 samen met zijn echtgenote thuis bier te brouwen. Ter gelegenheid van de geboorte van zijn zoon in 1999 werd een speciaal amberkleurig bier van 9% gebrouwen dat goed in de aarde viel bij familie en kennissen. De Smet besloot het recept aan te passen, richtte een bierfirma op en bracht zijn eerste bier Slaapmutske winterbier (roodbruin, 6%) op de lokale markt einde 2000. In maart 2001 volgde Slaapmutske blond en begin 2002 kwam het derde bier op de markt, Slaapmutske tripel. De bieren worden gebrouwen bij De Proefbrouwerij te Hijfte. In mei 2004 worden de eerste bieren geëxporteerd naar Nederland en later dat jaar naar Zuid-Afrika. De volgende jaren werden steeds meer bieren geëxporteerd naar steeds meer landen. Voor Spanje werd in 2007 exclusief Slaapmutske Dry Hopped Lager geproduceerd. In januari 2009 werd de eerste Slaapmutske Bio Tripel op de markt gebracht, eerst exclusief voor Frankrijk, later ook voor België en andere landen.

## Bieren
- Slaapmutske Blond, blond, 6,4%
- Slaapmutske Bruin, bruin, 6%
- Slaapmutske Tripel, goudblond, 8,1%
- Slaapmutske Bio Tripel, goudblond, 8%
- Slaapmutske Christmas, bruin, 7,4%, glutenvrij
- Slaapmutske Dry Hopped Lager, blond, 5,3%
- Slaapmutske Hop Collection ft. Kent Goldings, blond, 10%
- Jan van Oudenaarde (bier), blond, 8% , glutenvrij
- ‘’Slaapmutske Dubbel Glutenvrij’’, donkerbruin, 7,4%
- ’’Sunny Moon’’, blond, 0,3%

Brouwerij Slaapmutske brouwt ook bieren in opdracht en in het verleden waren er nog meer varianten van het Slaapmutske-bier.